# Listă de poeți: A
A - Ă - B - C - D - E - F - G - H - I - Î - J - K - L - M - N - O - P - Q - R - S - Ș - T - Ț - U - V - W - X - Y - Z

### A
- Abram, Joze (1875-1938)
- Abse, Dannie (născut în 1923)
- Abu Nuvas (mijlocul sec. VIII - 814) poet persan de limbă arabă,
- Abul Faraj al-Isfahani (897-967) - poet arab,
- Acorn, Milton (1923-1986)
- Adams, Leonie (High Falcon - 1929)
- Adcock, Fleur (nascut in 1934)
- Addison, Joseph (1672-1719)
- Ady, Endre (1877-1919)
- Afranius, Lucius poet comic roman, c. 94 BC
- Agbabi, Patience (născut în 1965)
- Agolli, Dritëro (născut în 1931)
- Agree
- Ai, (născut în 1947), pseudonimul lui Florence Anthony
- Sin Ai
- Aiken, Conrad (1889-1973)
- Akenside, Mark (1721-1770)
- Akhmadulina, Bella (1957-2010)
- Ahmatova, Anna (1889-1966)

#### Al-Am
- Luigi Alamanni, (1495-1556)
- Fran Albreht, (1889-1965)
- Ivan Albreht
- Vera Albreht
- Jalal al-Din Muhammad Rumi, (1207-1273)
- Richard Aldington
- Claribel Alegria
- Vicente Aleixandre, (1898-1984), Nobel Laureate 1977
- Josip Murn Aleksandrov, (1879-1901)
- Dante Alighieri, (1265-1321),  poet italian
- Alisoun
- James Alexander Allan (1889-1956),  poet australian
- Donald Allen
- William Allingham, (1824 or 1828-1889)
- Damaso Alonso
- Natan Alterman
- Al Alvarez
- Amara Sinha, poet care a scris in limba sanscrita
- Ambrose the poet
- Yehuda Amichai
- Kingsley Amis, nascut in 1922
- A. R. Ammons
- Adamovici, Georgi

#### An-Ap
- Anacreon
- Alfred Andersch, (1914-1980)
- Jon Anderson, (n. 1944)
- Jorge Carrera Andrade, (1903-1978)
- Miha Andreas, (1762-1821)
- Aneirin, poet medieval
- Maya Angelou, (născut în 1928)
- Antler, (1946-)
- Brother Antoninus
- Chairil Anwar, (poet din Indonezia : 1922-1949)
- Guillaume Apollinaire, (1880-1918)
- Apuleius

#### Ar - Au
- Louis Aragon, (1897-1982)
- The Archpoet
- Hugh Antoine d'Arcy (1843-1925)
- Walter Arensberg Conrad (poet Dada)
- Tudor Arghezi
- Bonaventura Carles Aribau, (1798-1862)
- Takashi Arima (n. 1931)
- Ludovico Ariosto, (1474-1533)
- Rae Armantrout, (1947-)
- Simon Armitage, (născut în 1963)
- Ernst Moritz Arndt
- Achim von Arnim, (1781-1831)
- Bettina von Arnim, (1785-1859)
- Matthew Arnold, (1822-1888)
- Jean Arp, (1886-1966), sculptor, pictor,  poet
- Antonin Artaud, (1896-1948), actor, dramaturg, poet, eseist
- John Ashbery, (născut în 1927)
- Thomas Ashe, (1836-1889)
- Anton Askerc, (1856-1912)
- Douglas Asper
- Attar, (c. 1130-c. 1230)
- Margaret Atwood, (născută în 1939), poetă, romancieră, eseistă
- W. H. Auden, (1907-1973)
- Ausiàs March, (1397-1459)
- Ausonius, (aprox. 310-395)

#### Av - Ay
- Miha Avanzo, (născut în 1949)
- Margaret Avison, (născută în 1918)
- Robert Ayton, (1570-1638)